# Nassarina glypta
Nassarina glypta is een slakkensoort uit de familie van de Columbellidae. De wetenschappelijke naam van de soort is voor het eerst geldig gepubliceerd in 1885 door Bush.